# Királyi Ernő
Királyi Ernő (Tótszentgyörgy, 1926. június 23. – Budapest, 2010. december 26.) magyar politikus, gazdasági szakember, földművelésügyi miniszterhelyettes (1962–1965), az Erdészeti és Faipari Hivatal vezetője.

## Élete
Paraszti családban született, apja földműveléssel foglalkozott. Villanyszerelő szakmát tanult, melyben segédlevelet szerzett, majd kereskedelmi érettségi vizsgát tett. 1949-ig szakmájában tevékenykedett, később tovább képezte magát, így a következő években már könyvelői, revizori, főkönyvelői beosztásokban is dolgozhatott, különböző állami gazdaságokban. Közben, 1952-ben belépett a Magyar Dolgozók Pártjába (MDP). 1953 szeptemberében pedig elkezdte az egyéves pártiskolát. E tanulmányai befejezése után, 1954. júliusban lett az MDP Központi Vezetősége Mezőgazdasági Osztályának politikai munkatársa.
1956 novemberétől a Bólyi Állami Gazdaság revizoraként, majd igazgatójaként dolgozott, 1957 augusztusában pedig az Állami Gazdaságok Főigazgatóságára került, főigazgató-helyettesi beosztásba. 1959 novemberében megválasztották a Földművelésügyi Minisztérium pártbizottsági titkárának. 1962 februárban az MSZMP Központi Bizottsága Párt- és Tömegszervezetek Osztálya és a Mezőgazdasági Osztály közös ajánlására felmentették addigi beosztásából, és egyúttal a földművelésügyi miniszter helyettesévé nevezték ki. Miniszterhelyettesi megbízatása alól három év múltán, 1965-ben mentették fel. Később egy ideig a Mezőgazdasági és Élelmezésügyi Minisztérium Erdészeti és Faipari Hivatalát vezette.
Nyugdíjas korában érdeklődése a szülőfaluja és fiatal korának színhelye felé fordult: rendszeresen látogatott a községbe, felkereste és visszaemlékezésekre kérte ott élő rokonait, régi barátait, iskolatársait. Éveken át kutatta is – könyvtárakban, levéltárakban – Tótszentgyörgy múltját, e kutatómunka eredményeként született meg a Tótszentgyörgy és környéke. 3500 év története című könyve, később pedig a Tótszentgyörgy múltja és jelene című portál, mely eredetileg csak azért jött létre, hogy ez a könyv az interneten is bárki számára hozzáférhetővé váljék.
2010. december 26-án hunyt el, temetése 2011. február 1-jén, 11.15 órakor volt Budapesten, a Farkasréti temetőben, ahol a Makovecz-teremben búcsúztatták.